# KERS

Princip KERS.

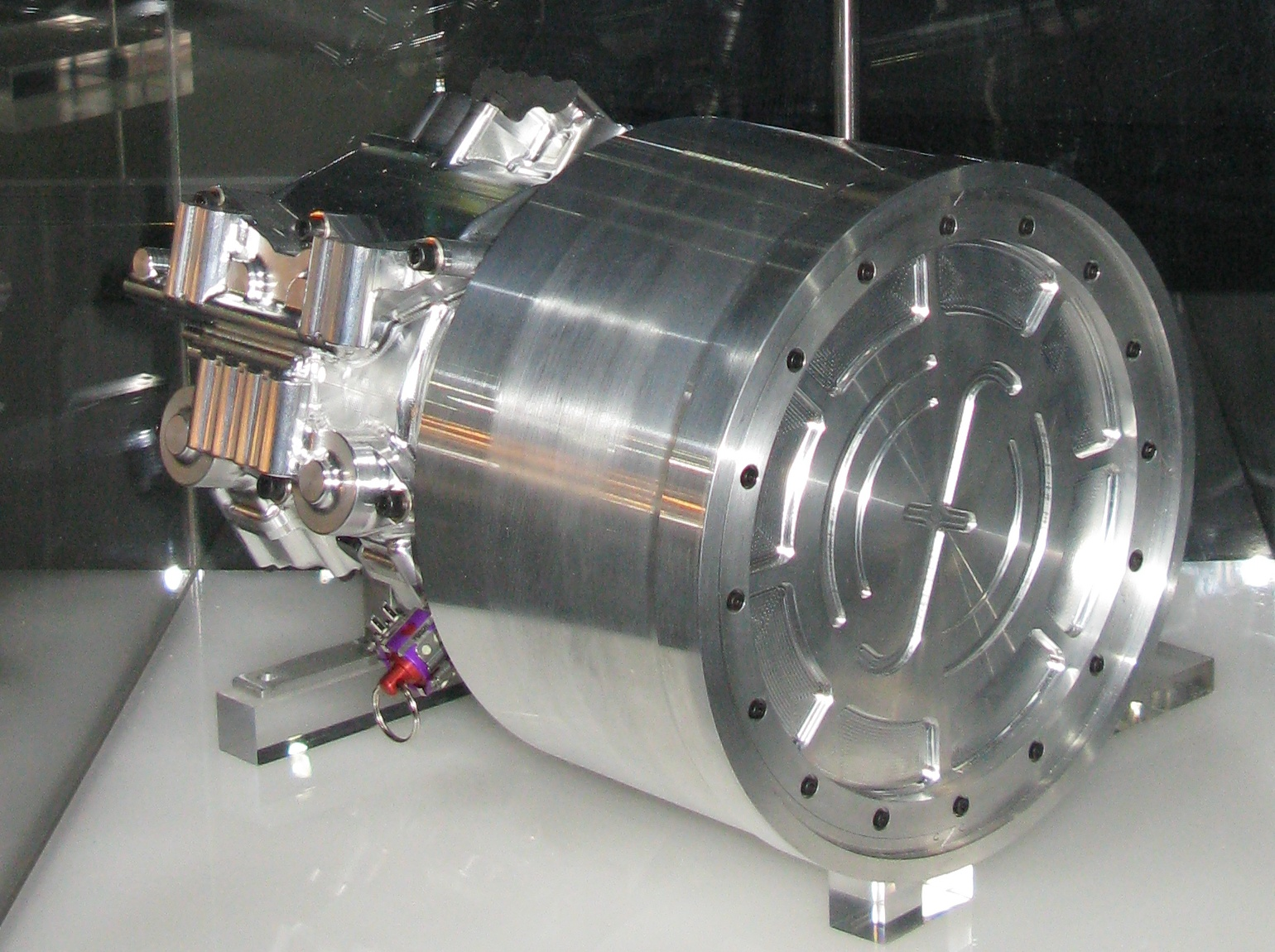
Mechanikus KERS

A kinetikai energia-visszanyerő rendszer (angolul Kinetic Energy Recovery Systems) egy elektronikai berendezés, amely egy Formula–1-es autó fékezésekor keletkező energiáját összegyűjti, majd elektromos áram formájában raktározza. Az így összegyűjtött energiát a pilóta egy kör folyamán 6,6 másodpercig használhatja, amivel plusz 85 LE teljesítményt nyer az előzésekhez. Azért vezette be az FIA, hogy előzésekben gazdag, látványos futamok legyenek.
Több csapat is elkezdte gyártani a 2009-es szezon elején a saját KERS-ét.[forrás?]
A 2009-es szezon elején a McLaren, a Ferrari, a Renault és a BMW is bevetette a KERS-et, de nem vált be, és már csak a McLaren és a Ferrari kocsijaiban található meg. Sokaknak a súlyelosztás okozta a legnagyobb problémát, mivel a KERS tömege kb. 40 kilogramm, és rögzített helye van.[forrás?]
A csapatok megegyezése értelmében a 2010-es szezonban a KERS-t nem lehetett használni, a 2011-es világbajnokságtól azonban újra használható.